# Round and Round (пісня Ratt)
«Round and Round» — пісня американської хеві-метал групи, Ratt, яка була випущена як сингл у 1984 році на Atlantic Records.

## Цікаві факти
Пісня була написана членами гурту Warren DeMartini, Stephen Pearcy i Robbin Crosby. Третя доріжка дебютного альбому RATT  Out of the Cellar’’. Мелодія зайняла 51 місце на "VH1: 100 найкращих пісень 80-х років", і була названа 61-ю найкращою хард-рок піснею всіх часів за версією VH1.
«Round and Round» була використана у фільмі 2008 року Реслер і кінокомедії 2012 року «Це мій хлопчик». Пісня була також представлена в 2006 році у відеогрі Grand Theft Auto Vice City Stories, і у 2008 році у відеогрі Rock Band 2. Використовувалася, для відкриття кожного випуск новин, що транслюються у Лос-Анджелес на станції KFI до кінця 2013 року. Пісня була показана в титрах «Біллі і Менді рятують Різдво».

## Досягнення
«Round and Round» виявився найбільшим хітом в кар'єрі RATT, досягнувши 12 сходинки на Billboard Hot 100.

## Виконавці
- Stephen Pearcy — вокаліст
- Warren DeMartini — гітарист
- Robbin Crosby — гітарист
- Juan Croucier — бас-гітарист, бек-вокаліст
- Bobby Blotzer — барабанщик